# Псусенес II
Псусенес II (Tyetkheperre Hor-Pasebakhaenniut) е последен фараон от Двадесет и първа династия на Древен Египет. Управлява ок. 967 – 943 г. пр.н.е. или ок. 958 – 945/3 г. пр.н.е.

## Произход и управление
Представител на жреческата династична линия, властваща в Горен Египет, Псусенес II е син на Пинеджем II, върховният жрец на Амон в Тива. Той наследява властта и титлата върховен жрец след брат си Смендес II и управлява като такъв паралелно с фараона Сиамун в Долен Египет. Псусенес II става фараон след Сиамун, ок. 969/7 г. пр.н.е., царувайки 14 или 35 години според различни версии на Манетон. По-нови изследвания установяват, че управлението на Псусенес II най-вероятно трае 24 години.
Намерени са надписи потвърждаващи период на съвместно управление на Псусенес II и Шешонк I, негов приемник от новата либийска 22-ра династия. Една от дъщерите на Псусенес II е била женена за Осоркон I, син на Шешонк I.
Управлението на Псусенес II е слабо документирано и е предмет на редица научни спорове. Някои египтолози предполагат, че Псусенес II е идентичен с върховния жрец на Амон в Тива, Псусенес III, или дори се допуска, че е бил просто местен владетел в района на Абидос по времето на Шешонк I.
Мумията на Псусенес II вероятно е погребана в гробницата на Псусенес I, но е намерена изгнила до неузнаваемост.